# Disophrys nigropectus
Disophrys nigropectus är en stekelart som beskrevs av Turner 1918. Disophrys nigropectus ingår i släktet Disophrys och familjen bracksteklar. Inga underarter finns listade i Catalogue of Life.